# 孔图瓦尔
孔图瓦尔（法語：Contoire，發音：[kɔ̃twaʁ]）是法国上法兰西大区索姆省蒙迪迪耶区曾经的一个旧市镇。2019年1月1日，孔图瓦尔与邻近的两个市镇合并为新市镇三河镇，并成为了三河镇的委派市镇。

## 地理
孔图瓦尔（49°43'17"N, 2°33'25"E）面积7.14 平方千米，位于法国上法蘭西大區索姆省，该省份为法国北部沿海省份，北起加来海峡省和北部省，西接滨海塞纳省和大西洋英吉利海峡，南至瓦兹省，东临埃纳省。
与孔图瓦尔接壤的市镇（或旧市镇、城区）包括：布西库尔、达沃内斯库尔、桑泰尔地区昂热斯特、阿日库尔、拉讷维尔西尔贝尔纳、阿夫尔河畔皮埃尔蓬、勒普莱西耶-罗赞维莱尔。
孔图瓦尔的时区为UTC+01:00、UTC+02:00（夏令时）。

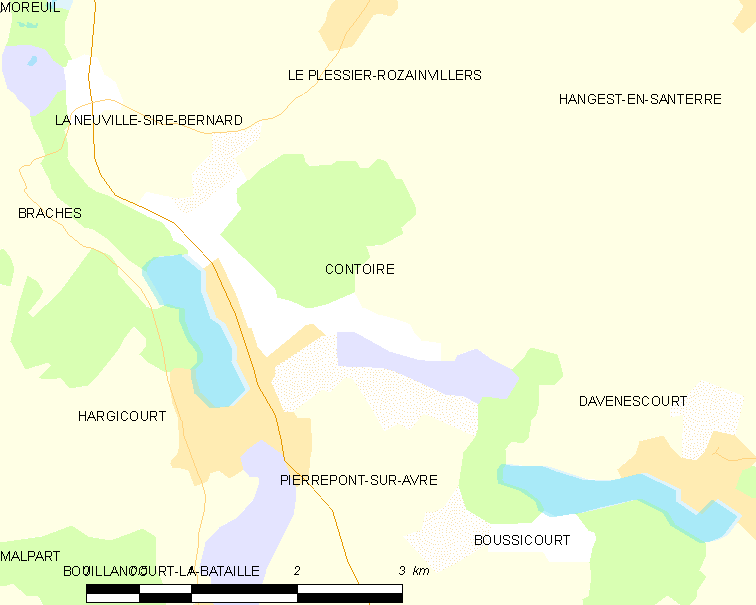
孔图瓦尔的OSM定位图

## 行政
孔图瓦尔的邮政编码为80500，INSEE市镇编码为80209。

## 政治
孔图瓦尔所属的省级选区为莫勒伊县。

## 人口

1962-2008年间孔图瓦尔人口变化图示

孔图瓦尔于2018年1月1日时的人口数量为443人。